# كونسرفاتوار سانت بطرسبرغ

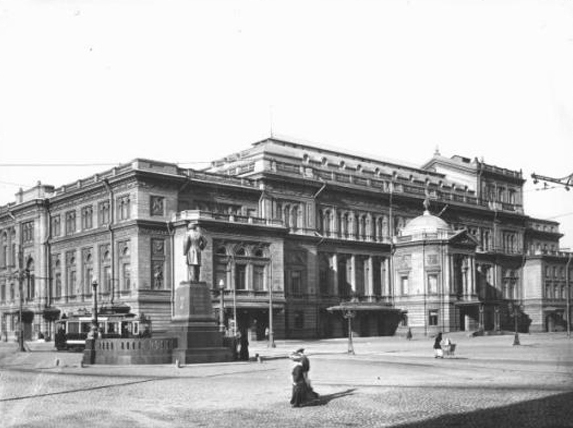
ساحة المسرح و الكونسرفاتوار في العام 1913

كونسرفاتوار سانت بطرسبرغ أو كونسرفاتوار سانت بطرسبرغ الحكومي "ريمسكي كورسيكوف" (بالروسية: Санкт-Петербургская государственная консерватория имени Н. А. Римского-Корсакова) هو معهد موسيقي في مدينة سانت بطرسبرغ، بلغ عدد أعضائه 275 عضواً في العام 2004 ، كما بلغ عدد طلابه 1400 طالبا.

## لمحة تاريخية
أُسس الكونسرفاتوار في العام 1862 على يد المؤلف الموسيقي وعازف البيانو الروسي أنتون روبنشتاين، خلفه نيكولاي زاريمبا في العام 1867. عُين ريمسكي كورسيكوف مديراً للمعهد في العام 1871، وحمل المعهد اسمه ابتداءً من العام 1944. عاد روبنشتاين إلى المعهد واضعاً نصب عينيه هدف إجراء تحسينات كبيرة على مستوى المعايير العامة.
أعاد النظر بالمنهاج وفصل الطلاب الأدنى دراسياً، وأقال بعض المدرسين وأنزل من درجات البعض الآخر، كما زاد من مقدار التشدد فيما يتعلق بدخول المعهد أولاً وفي المتطلبات الامتحانية ثانياً. في العام 1891، استقال ثانية في سياق التماشي مع الأوامر الإمبراطورية بإجراء محاصصة عرقية.
خرج المعهد عدداً مهماً من المؤلفين الموسيقيين ومنهم، بيتر إليتش تشايكوفسكي، سيرغي بروكوفييف، أرتور كاب، رودولف توبياس، و دميتري شوستاكوفيتش.